# Jawi
El jawi és l'alfabet aràbic adaptat per escriure en malai. Actualment, s'utilitza com una de les dues escriptures oficials a Brunei i el seu ús s'estén de manera limitada a Malàisia, Indonèsia, el sud de les Filipines, Pattani (al sud de Tailàndia) i Singapur, especialment en contextos religiosos.

## Introducció
L'alfabet jawi existeix des de fa segles a Nusantara (el món malai). El seu desenvolupament està estretament relacionat amb l'arribada de l'islam. Es tracta essencialment de l'alfabet àrab amb alguns caràcters específics del jawi.
L'alfabet jawi és un dels més senzills i fàcils d'utilitzar per escriure el malai. El jawi ha estat en ús des de l'època del regne de Pasai fins a l'època dels soldanats de Malaca i Johor i també d'Aceh i el soldanat de Pattani, al segle xvii. Prova d'això és la tauleta de Terengganu (Batu Bersurat Terengganu), datada l'any 1303 (el 702 del calendari islàmic).
El jawi va ser l'escriptura oficial dels estats malais no federats durant el protectorat britànic. Avui dia és l'escriptura utilitzada per la religió i l'administració cultural malaia a Terengganu, Kelantan, Kedah, Perlis i Johor.

## Lletres
| Caràcter | Aïllat | Inicial | Medial | Final | Nom         |
| -------- | ------ | ------- | ------ | ----- | ----------- |
| ا        | ﺍ      |         |        | ﺎ     | alif        |
| ب        | ﺏ      | ﺑ       | ﺒ      | ﺐ     | ba          |
| ت        | ﺕ      | ﺗ       | ﺘ      | ﺖ     | ta          |
| ة        | ة      |         |        | ـة    | ta marbutah |
| ث        | ﺙ      | ﺛ       | ﺜ      | ﺚ     | sa (tha)    |
| ج        | ﺝ      | ﺟ       | ﺠ      | ﺞ     | jim         |
| چ        | ﭺ      | ﭼ       | ﭽ      | ﭻ     | ca          |
| ح        | ﺡ      | ﺣ       | ﺤ      | ﺢ     | ha          |
| خ        | ﺥ      | ﺧ       | ﺨ      | ﺦ     | kha (khO)   |
| د        | ﺩ      |         |        | ﺪ     | dal         |
| ذ        | ﺫ      |         |        | ﺬ     | zal         |
| ر        | ﺭ      |         |        | ﺮ     | ra (rO)     |
| ز        | ﺯ      |         |        | ﺰ     | zai         |
| س        | ﺱ      | ﺳ       | ﺴ      | ﺲ     | sin         |
| ش        | ﺵ      | ﺷ       | ﺸ      | ﺶ     | syin        |
| ص        | ﺹ      | ﺻ       | ﺼ      | ﺺ     | sad (sOd)   |
| ض        | ﺽ      | ﺿ       | ﻀ      | ﺾ     | dad (dOd)   |
| ط        | ﻁ      | ﻃ       | ﻄ      | ﻂ     | ta (tO)     |
| ظ        | ﻅ      | ﻇ       | ﻈ      | ﻆ     | za (zO)     |
| ع        | ﻉ      | ﻋ       | ﻌ      | ﻊ     | ain         |
| غ        | ﻍ      | ﻏ       | ﻐ      | ﻎ     | ghain       |
| ڠ        | ڠ      | ڠـ      | ـڠـ    | ـڠ    | nga         |
| ف        | ﻑ      | ﻓ       | ﻔ      | ﻒ     | fa          |
| ڤ        | ﭪ      | ﭬ       | ﭭ      | ﭫ     | pa          |
| ق        | ﻕ      | ﻗ       | ﻘ      | ﻖ     | qaf         |
| ک        | ک      | کـ      | ـکـ    | ـک    | kaf         |
| ݢ        | ݢ      | ݢـ      | ـݢـ    | ـݢ    | ga          |
| ل        | ﻝ      | ﻟ       | ﻠ      | ﻞ     | lam         |
| م        | ﻡ      | ﻣ       | ﻤ      | ﻢ     | mim         |
| ن        | ﻥ      | ﻧ       | ﻨ      | ﻦ     | nun         |
| و        | ﻭ      |         |        | ﻮ     | wau         |
| ۏ        | ۏ      |         |        | ـۏ    | va          |
| ه        | ﻩ      | ﻫ       | ﻬ      | ﻪ     | ha          |
| ء        | ء      |         |        | ء     | hamzah      |
| ي        | ﻱ      | ﻳ       | ﻴ      | ﻲ     | ya          |
| ی        | ی      |         |        | ﻰ     | ye          |
| ڽ        | ڽ      | ﭘ       | ﭙ      | ـڽ    | nya         |